# Pauridiantha viridiflora
Pauridiantha viridiflora là một loài thực vật có hoa trong họ Thiến thảo. Loài này được (Schweinf. ex Hiern) Hepper mô tả khoa học đầu tiên năm 1958.